# Ellice River
Ellice River är ett vattendrag i Kanada.   Det ligger i territoriet Nunavut, i den centrala delen av landet, 3 000 km nordväst om huvudstaden Ottawa.
Omgivningarna runt Ellice River är i huvudsak ett öppet busklandskap. Trakten runt Ellice River är nära nog obefolkad, med mindre än två invånare per kvadratkilometer.